# Station Przedmoście Święte
Station Przedmoście Święte is een spoorwegstation in de Poolse plaats Przedmoście.